# Защита Нитвельта
Защита Нитвельта в шахматной композиции — белые угрожают матом при помощи прямой, не батарейной угрозы; в идейных вариантах чёрные, защищаясь, связывают свои фигуры, рассчитывая на последующее их прямое развязывание. На матующем ходу белые используют связку чёрной фигуры. Тема также носит название тема белого ферзя.
Защита названа по имени голландского шахматного композитора Густава Нитвельта (Nietvelt, 1897—1961).

## Примеры
|   | a | b | c | d | e | f | g | h |   |
| - | --- | --- | --- | --- | --- | --- | --- | --- | - |
| 8 | b8 чёрный конь · d8 белый конь · e8 белая ладья · h7 белый слон · d6 белая пешка · g6 чёрная ладья · h6 чёрный конь · b5 чёрная пешка · b4 чёрная пешка · d4 чёрный король · e4 белая пешка · f4 чёрный слон · h4 белая ладья · b3 белая пешка · d3 белый конь · e3 чёрная пешка · h3 белый ферзь · c2 белый король · f2 чёрная пешка · h2 белый слон | b8 чёрный конь · d8 белый конь · e8 белая ладья · h7 белый слон · d6 белая пешка · g6 чёрная ладья · h6 чёрный конь · b5 чёрная пешка · b4 чёрная пешка · d4 чёрный король · e4 белая пешка · f4 чёрный слон · h4 белая ладья · b3 белая пешка · d3 белый конь · e3 чёрная пешка · h3 белый ферзь · c2 белый король · f2 чёрная пешка · h2 белый слон | b8 чёрный конь · d8 белый конь · e8 белая ладья · h7 белый слон · d6 белая пешка · g6 чёрная ладья · h6 чёрный конь · b5 чёрная пешка · b4 чёрная пешка · d4 чёрный король · e4 белая пешка · f4 чёрный слон · h4 белая ладья · b3 белая пешка · d3 белый конь · e3 чёрная пешка · h3 белый ферзь · c2 белый король · f2 чёрная пешка · h2 белый слон | b8 чёрный конь · d8 белый конь · e8 белая ладья · h7 белый слон · d6 белая пешка · g6 чёрная ладья · h6 чёрный конь · b5 чёрная пешка · b4 чёрная пешка · d4 чёрный король · e4 белая пешка · f4 чёрный слон · h4 белая ладья · b3 белая пешка · d3 белый конь · e3 чёрная пешка · h3 белый ферзь · c2 белый король · f2 чёрная пешка · h2 белый слон | b8 чёрный конь · d8 белый конь · e8 белая ладья · h7 белый слон · d6 белая пешка · g6 чёрная ладья · h6 чёрный конь · b5 чёрная пешка · b4 чёрная пешка · d4 чёрный король · e4 белая пешка · f4 чёрный слон · h4 белая ладья · b3 белая пешка · d3 белый конь · e3 чёрная пешка · h3 белый ферзь · c2 белый король · f2 чёрная пешка · h2 белый слон | b8 чёрный конь · d8 белый конь · e8 белая ладья · h7 белый слон · d6 белая пешка · g6 чёрная ладья · h6 чёрный конь · b5 чёрная пешка · b4 чёрная пешка · d4 чёрный король · e4 белая пешка · f4 чёрный слон · h4 белая ладья · b3 белая пешка · d3 белый конь · e3 чёрная пешка · h3 белый ферзь · c2 белый король · f2 чёрная пешка · h2 белый слон | b8 чёрный конь · d8 белый конь · e8 белая ладья · h7 белый слон · d6 белая пешка · g6 чёрная ладья · h6 чёрный конь · b5 чёрная пешка · b4 чёрная пешка · d4 чёрный король · e4 белая пешка · f4 чёрный слон · h4 белая ладья · b3 белая пешка · d3 белый конь · e3 чёрная пешка · h3 белый ферзь · c2 белый король · f2 чёрная пешка · h2 белый слон | b8 чёрный конь · d8 белый конь · e8 белая ладья · h7 белый слон · d6 белая пешка · g6 чёрная ладья · h6 чёрный конь · b5 чёрная пешка · b4 чёрная пешка · d4 чёрный король · e4 белая пешка · f4 чёрный слон · h4 белая ладья · b3 белая пешка · d3 белый конь · e3 чёрная пешка · h3 белый ферзь · c2 белый король · f2 чёрная пешка · h2 белый слон | 8 |
| 7 | b8 чёрный конь · d8 белый конь · e8 белая ладья · h7 белый слон · d6 белая пешка · g6 чёрная ладья · h6 чёрный конь · b5 чёрная пешка · b4 чёрная пешка · d4 чёрный король · e4 белая пешка · f4 чёрный слон · h4 белая ладья · b3 белая пешка · d3 белый конь · e3 чёрная пешка · h3 белый ферзь · c2 белый король · f2 чёрная пешка · h2 белый слон | b8 чёрный конь · d8 белый конь · e8 белая ладья · h7 белый слон · d6 белая пешка · g6 чёрная ладья · h6 чёрный конь · b5 чёрная пешка · b4 чёрная пешка · d4 чёрный король · e4 белая пешка · f4 чёрный слон · h4 белая ладья · b3 белая пешка · d3 белый конь · e3 чёрная пешка · h3 белый ферзь · c2 белый король · f2 чёрная пешка · h2 белый слон | b8 чёрный конь · d8 белый конь · e8 белая ладья · h7 белый слон · d6 белая пешка · g6 чёрная ладья · h6 чёрный конь · b5 чёрная пешка · b4 чёрная пешка · d4 чёрный король · e4 белая пешка · f4 чёрный слон · h4 белая ладья · b3 белая пешка · d3 белый конь · e3 чёрная пешка · h3 белый ферзь · c2 белый король · f2 чёрная пешка · h2 белый слон | b8 чёрный конь · d8 белый конь · e8 белая ладья · h7 белый слон · d6 белая пешка · g6 чёрная ладья · h6 чёрный конь · b5 чёрная пешка · b4 чёрная пешка · d4 чёрный король · e4 белая пешка · f4 чёрный слон · h4 белая ладья · b3 белая пешка · d3 белый конь · e3 чёрная пешка · h3 белый ферзь · c2 белый король · f2 чёрная пешка · h2 белый слон | b8 чёрный конь · d8 белый конь · e8 белая ладья · h7 белый слон · d6 белая пешка · g6 чёрная ладья · h6 чёрный конь · b5 чёрная пешка · b4 чёрная пешка · d4 чёрный король · e4 белая пешка · f4 чёрный слон · h4 белая ладья · b3 белая пешка · d3 белый конь · e3 чёрная пешка · h3 белый ферзь · c2 белый король · f2 чёрная пешка · h2 белый слон | b8 чёрный конь · d8 белый конь · e8 белая ладья · h7 белый слон · d6 белая пешка · g6 чёрная ладья · h6 чёрный конь · b5 чёрная пешка · b4 чёрная пешка · d4 чёрный король · e4 белая пешка · f4 чёрный слон · h4 белая ладья · b3 белая пешка · d3 белый конь · e3 чёрная пешка · h3 белый ферзь · c2 белый король · f2 чёрная пешка · h2 белый слон | b8 чёрный конь · d8 белый конь · e8 белая ладья · h7 белый слон · d6 белая пешка · g6 чёрная ладья · h6 чёрный конь · b5 чёрная пешка · b4 чёрная пешка · d4 чёрный король · e4 белая пешка · f4 чёрный слон · h4 белая ладья · b3 белая пешка · d3 белый конь · e3 чёрная пешка · h3 белый ферзь · c2 белый король · f2 чёрная пешка · h2 белый слон | b8 чёрный конь · d8 белый конь · e8 белая ладья · h7 белый слон · d6 белая пешка · g6 чёрная ладья · h6 чёрный конь · b5 чёрная пешка · b4 чёрная пешка · d4 чёрный король · e4 белая пешка · f4 чёрный слон · h4 белая ладья · b3 белая пешка · d3 белый конь · e3 чёрная пешка · h3 белый ферзь · c2 белый король · f2 чёрная пешка · h2 белый слон | 7 |
| 6 | b8 чёрный конь · d8 белый конь · e8 белая ладья · h7 белый слон · d6 белая пешка · g6 чёрная ладья · h6 чёрный конь · b5 чёрная пешка · b4 чёрная пешка · d4 чёрный король · e4 белая пешка · f4 чёрный слон · h4 белая ладья · b3 белая пешка · d3 белый конь · e3 чёрная пешка · h3 белый ферзь · c2 белый король · f2 чёрная пешка · h2 белый слон | b8 чёрный конь · d8 белый конь · e8 белая ладья · h7 белый слон · d6 белая пешка · g6 чёрная ладья · h6 чёрный конь · b5 чёрная пешка · b4 чёрная пешка · d4 чёрный король · e4 белая пешка · f4 чёрный слон · h4 белая ладья · b3 белая пешка · d3 белый конь · e3 чёрная пешка · h3 белый ферзь · c2 белый король · f2 чёрная пешка · h2 белый слон | b8 чёрный конь · d8 белый конь · e8 белая ладья · h7 белый слон · d6 белая пешка · g6 чёрная ладья · h6 чёрный конь · b5 чёрная пешка · b4 чёрная пешка · d4 чёрный король · e4 белая пешка · f4 чёрный слон · h4 белая ладья · b3 белая пешка · d3 белый конь · e3 чёрная пешка · h3 белый ферзь · c2 белый король · f2 чёрная пешка · h2 белый слон | b8 чёрный конь · d8 белый конь · e8 белая ладья · h7 белый слон · d6 белая пешка · g6 чёрная ладья · h6 чёрный конь · b5 чёрная пешка · b4 чёрная пешка · d4 чёрный король · e4 белая пешка · f4 чёрный слон · h4 белая ладья · b3 белая пешка · d3 белый конь · e3 чёрная пешка · h3 белый ферзь · c2 белый король · f2 чёрная пешка · h2 белый слон | b8 чёрный конь · d8 белый конь · e8 белая ладья · h7 белый слон · d6 белая пешка · g6 чёрная ладья · h6 чёрный конь · b5 чёрная пешка · b4 чёрная пешка · d4 чёрный король · e4 белая пешка · f4 чёрный слон · h4 белая ладья · b3 белая пешка · d3 белый конь · e3 чёрная пешка · h3 белый ферзь · c2 белый король · f2 чёрная пешка · h2 белый слон | b8 чёрный конь · d8 белый конь · e8 белая ладья · h7 белый слон · d6 белая пешка · g6 чёрная ладья · h6 чёрный конь · b5 чёрная пешка · b4 чёрная пешка · d4 чёрный король · e4 белая пешка · f4 чёрный слон · h4 белая ладья · b3 белая пешка · d3 белый конь · e3 чёрная пешка · h3 белый ферзь · c2 белый король · f2 чёрная пешка · h2 белый слон | b8 чёрный конь · d8 белый конь · e8 белая ладья · h7 белый слон · d6 белая пешка · g6 чёрная ладья · h6 чёрный конь · b5 чёрная пешка · b4 чёрная пешка · d4 чёрный король · e4 белая пешка · f4 чёрный слон · h4 белая ладья · b3 белая пешка · d3 белый конь · e3 чёрная пешка · h3 белый ферзь · c2 белый король · f2 чёрная пешка · h2 белый слон | b8 чёрный конь · d8 белый конь · e8 белая ладья · h7 белый слон · d6 белая пешка · g6 чёрная ладья · h6 чёрный конь · b5 чёрная пешка · b4 чёрная пешка · d4 чёрный король · e4 белая пешка · f4 чёрный слон · h4 белая ладья · b3 белая пешка · d3 белый конь · e3 чёрная пешка · h3 белый ферзь · c2 белый король · f2 чёрная пешка · h2 белый слон | 6 |
| 5 | b8 чёрный конь · d8 белый конь · e8 белая ладья · h7 белый слон · d6 белая пешка · g6 чёрная ладья · h6 чёрный конь · b5 чёрная пешка · b4 чёрная пешка · d4 чёрный король · e4 белая пешка · f4 чёрный слон · h4 белая ладья · b3 белая пешка · d3 белый конь · e3 чёрная пешка · h3 белый ферзь · c2 белый король · f2 чёрная пешка · h2 белый слон | b8 чёрный конь · d8 белый конь · e8 белая ладья · h7 белый слон · d6 белая пешка · g6 чёрная ладья · h6 чёрный конь · b5 чёрная пешка · b4 чёрная пешка · d4 чёрный король · e4 белая пешка · f4 чёрный слон · h4 белая ладья · b3 белая пешка · d3 белый конь · e3 чёрная пешка · h3 белый ферзь · c2 белый король · f2 чёрная пешка · h2 белый слон | b8 чёрный конь · d8 белый конь · e8 белая ладья · h7 белый слон · d6 белая пешка · g6 чёрная ладья · h6 чёрный конь · b5 чёрная пешка · b4 чёрная пешка · d4 чёрный король · e4 белая пешка · f4 чёрный слон · h4 белая ладья · b3 белая пешка · d3 белый конь · e3 чёрная пешка · h3 белый ферзь · c2 белый король · f2 чёрная пешка · h2 белый слон | b8 чёрный конь · d8 белый конь · e8 белая ладья · h7 белый слон · d6 белая пешка · g6 чёрная ладья · h6 чёрный конь · b5 чёрная пешка · b4 чёрная пешка · d4 чёрный король · e4 белая пешка · f4 чёрный слон · h4 белая ладья · b3 белая пешка · d3 белый конь · e3 чёрная пешка · h3 белый ферзь · c2 белый король · f2 чёрная пешка · h2 белый слон | b8 чёрный конь · d8 белый конь · e8 белая ладья · h7 белый слон · d6 белая пешка · g6 чёрная ладья · h6 чёрный конь · b5 чёрная пешка · b4 чёрная пешка · d4 чёрный король · e4 белая пешка · f4 чёрный слон · h4 белая ладья · b3 белая пешка · d3 белый конь · e3 чёрная пешка · h3 белый ферзь · c2 белый король · f2 чёрная пешка · h2 белый слон | b8 чёрный конь · d8 белый конь · e8 белая ладья · h7 белый слон · d6 белая пешка · g6 чёрная ладья · h6 чёрный конь · b5 чёрная пешка · b4 чёрная пешка · d4 чёрный король · e4 белая пешка · f4 чёрный слон · h4 белая ладья · b3 белая пешка · d3 белый конь · e3 чёрная пешка · h3 белый ферзь · c2 белый король · f2 чёрная пешка · h2 белый слон | b8 чёрный конь · d8 белый конь · e8 белая ладья · h7 белый слон · d6 белая пешка · g6 чёрная ладья · h6 чёрный конь · b5 чёрная пешка · b4 чёрная пешка · d4 чёрный король · e4 белая пешка · f4 чёрный слон · h4 белая ладья · b3 белая пешка · d3 белый конь · e3 чёрная пешка · h3 белый ферзь · c2 белый король · f2 чёрная пешка · h2 белый слон | b8 чёрный конь · d8 белый конь · e8 белая ладья · h7 белый слон · d6 белая пешка · g6 чёрная ладья · h6 чёрный конь · b5 чёрная пешка · b4 чёрная пешка · d4 чёрный король · e4 белая пешка · f4 чёрный слон · h4 белая ладья · b3 белая пешка · d3 белый конь · e3 чёрная пешка · h3 белый ферзь · c2 белый король · f2 чёрная пешка · h2 белый слон | 5 |
| 4 | b8 чёрный конь · d8 белый конь · e8 белая ладья · h7 белый слон · d6 белая пешка · g6 чёрная ладья · h6 чёрный конь · b5 чёрная пешка · b4 чёрная пешка · d4 чёрный король · e4 белая пешка · f4 чёрный слон · h4 белая ладья · b3 белая пешка · d3 белый конь · e3 чёрная пешка · h3 белый ферзь · c2 белый король · f2 чёрная пешка · h2 белый слон | b8 чёрный конь · d8 белый конь · e8 белая ладья · h7 белый слон · d6 белая пешка · g6 чёрная ладья · h6 чёрный конь · b5 чёрная пешка · b4 чёрная пешка · d4 чёрный король · e4 белая пешка · f4 чёрный слон · h4 белая ладья · b3 белая пешка · d3 белый конь · e3 чёрная пешка · h3 белый ферзь · c2 белый король · f2 чёрная пешка · h2 белый слон | b8 чёрный конь · d8 белый конь · e8 белая ладья · h7 белый слон · d6 белая пешка · g6 чёрная ладья · h6 чёрный конь · b5 чёрная пешка · b4 чёрная пешка · d4 чёрный король · e4 белая пешка · f4 чёрный слон · h4 белая ладья · b3 белая пешка · d3 белый конь · e3 чёрная пешка · h3 белый ферзь · c2 белый король · f2 чёрная пешка · h2 белый слон | b8 чёрный конь · d8 белый конь · e8 белая ладья · h7 белый слон · d6 белая пешка · g6 чёрная ладья · h6 чёрный конь · b5 чёрная пешка · b4 чёрная пешка · d4 чёрный король · e4 белая пешка · f4 чёрный слон · h4 белая ладья · b3 белая пешка · d3 белый конь · e3 чёрная пешка · h3 белый ферзь · c2 белый король · f2 чёрная пешка · h2 белый слон | b8 чёрный конь · d8 белый конь · e8 белая ладья · h7 белый слон · d6 белая пешка · g6 чёрная ладья · h6 чёрный конь · b5 чёрная пешка · b4 чёрная пешка · d4 чёрный король · e4 белая пешка · f4 чёрный слон · h4 белая ладья · b3 белая пешка · d3 белый конь · e3 чёрная пешка · h3 белый ферзь · c2 белый король · f2 чёрная пешка · h2 белый слон | b8 чёрный конь · d8 белый конь · e8 белая ладья · h7 белый слон · d6 белая пешка · g6 чёрная ладья · h6 чёрный конь · b5 чёрная пешка · b4 чёрная пешка · d4 чёрный король · e4 белая пешка · f4 чёрный слон · h4 белая ладья · b3 белая пешка · d3 белый конь · e3 чёрная пешка · h3 белый ферзь · c2 белый король · f2 чёрная пешка · h2 белый слон | b8 чёрный конь · d8 белый конь · e8 белая ладья · h7 белый слон · d6 белая пешка · g6 чёрная ладья · h6 чёрный конь · b5 чёрная пешка · b4 чёрная пешка · d4 чёрный король · e4 белая пешка · f4 чёрный слон · h4 белая ладья · b3 белая пешка · d3 белый конь · e3 чёрная пешка · h3 белый ферзь · c2 белый король · f2 чёрная пешка · h2 белый слон | b8 чёрный конь · d8 белый конь · e8 белая ладья · h7 белый слон · d6 белая пешка · g6 чёрная ладья · h6 чёрный конь · b5 чёрная пешка · b4 чёрная пешка · d4 чёрный король · e4 белая пешка · f4 чёрный слон · h4 белая ладья · b3 белая пешка · d3 белый конь · e3 чёрная пешка · h3 белый ферзь · c2 белый король · f2 чёрная пешка · h2 белый слон | 4 |
| 3 | b8 чёрный конь · d8 белый конь · e8 белая ладья · h7 белый слон · d6 белая пешка · g6 чёрная ладья · h6 чёрный конь · b5 чёрная пешка · b4 чёрная пешка · d4 чёрный король · e4 белая пешка · f4 чёрный слон · h4 белая ладья · b3 белая пешка · d3 белый конь · e3 чёрная пешка · h3 белый ферзь · c2 белый король · f2 чёрная пешка · h2 белый слон | b8 чёрный конь · d8 белый конь · e8 белая ладья · h7 белый слон · d6 белая пешка · g6 чёрная ладья · h6 чёрный конь · b5 чёрная пешка · b4 чёрная пешка · d4 чёрный король · e4 белая пешка · f4 чёрный слон · h4 белая ладья · b3 белая пешка · d3 белый конь · e3 чёрная пешка · h3 белый ферзь · c2 белый король · f2 чёрная пешка · h2 белый слон | b8 чёрный конь · d8 белый конь · e8 белая ладья · h7 белый слон · d6 белая пешка · g6 чёрная ладья · h6 чёрный конь · b5 чёрная пешка · b4 чёрная пешка · d4 чёрный король · e4 белая пешка · f4 чёрный слон · h4 белая ладья · b3 белая пешка · d3 белый конь · e3 чёрная пешка · h3 белый ферзь · c2 белый король · f2 чёрная пешка · h2 белый слон | b8 чёрный конь · d8 белый конь · e8 белая ладья · h7 белый слон · d6 белая пешка · g6 чёрная ладья · h6 чёрный конь · b5 чёрная пешка · b4 чёрная пешка · d4 чёрный король · e4 белая пешка · f4 чёрный слон · h4 белая ладья · b3 белая пешка · d3 белый конь · e3 чёрная пешка · h3 белый ферзь · c2 белый король · f2 чёрная пешка · h2 белый слон | b8 чёрный конь · d8 белый конь · e8 белая ладья · h7 белый слон · d6 белая пешка · g6 чёрная ладья · h6 чёрный конь · b5 чёрная пешка · b4 чёрная пешка · d4 чёрный король · e4 белая пешка · f4 чёрный слон · h4 белая ладья · b3 белая пешка · d3 белый конь · e3 чёрная пешка · h3 белый ферзь · c2 белый король · f2 чёрная пешка · h2 белый слон | b8 чёрный конь · d8 белый конь · e8 белая ладья · h7 белый слон · d6 белая пешка · g6 чёрная ладья · h6 чёрный конь · b5 чёрная пешка · b4 чёрная пешка · d4 чёрный король · e4 белая пешка · f4 чёрный слон · h4 белая ладья · b3 белая пешка · d3 белый конь · e3 чёрная пешка · h3 белый ферзь · c2 белый король · f2 чёрная пешка · h2 белый слон | b8 чёрный конь · d8 белый конь · e8 белая ладья · h7 белый слон · d6 белая пешка · g6 чёрная ладья · h6 чёрный конь · b5 чёрная пешка · b4 чёрная пешка · d4 чёрный король · e4 белая пешка · f4 чёрный слон · h4 белая ладья · b3 белая пешка · d3 белый конь · e3 чёрная пешка · h3 белый ферзь · c2 белый король · f2 чёрная пешка · h2 белый слон | b8 чёрный конь · d8 белый конь · e8 белая ладья · h7 белый слон · d6 белая пешка · g6 чёрная ладья · h6 чёрный конь · b5 чёрная пешка · b4 чёрная пешка · d4 чёрный король · e4 белая пешка · f4 чёрный слон · h4 белая ладья · b3 белая пешка · d3 белый конь · e3 чёрная пешка · h3 белый ферзь · c2 белый король · f2 чёрная пешка · h2 белый слон | 3 |
| 2 | b8 чёрный конь · d8 белый конь · e8 белая ладья · h7 белый слон · d6 белая пешка · g6 чёрная ладья · h6 чёрный конь · b5 чёрная пешка · b4 чёрная пешка · d4 чёрный король · e4 белая пешка · f4 чёрный слон · h4 белая ладья · b3 белая пешка · d3 белый конь · e3 чёрная пешка · h3 белый ферзь · c2 белый король · f2 чёрная пешка · h2 белый слон | b8 чёрный конь · d8 белый конь · e8 белая ладья · h7 белый слон · d6 белая пешка · g6 чёрная ладья · h6 чёрный конь · b5 чёрная пешка · b4 чёрная пешка · d4 чёрный король · e4 белая пешка · f4 чёрный слон · h4 белая ладья · b3 белая пешка · d3 белый конь · e3 чёрная пешка · h3 белый ферзь · c2 белый король · f2 чёрная пешка · h2 белый слон | b8 чёрный конь · d8 белый конь · e8 белая ладья · h7 белый слон · d6 белая пешка · g6 чёрная ладья · h6 чёрный конь · b5 чёрная пешка · b4 чёрная пешка · d4 чёрный король · e4 белая пешка · f4 чёрный слон · h4 белая ладья · b3 белая пешка · d3 белый конь · e3 чёрная пешка · h3 белый ферзь · c2 белый король · f2 чёрная пешка · h2 белый слон | b8 чёрный конь · d8 белый конь · e8 белая ладья · h7 белый слон · d6 белая пешка · g6 чёрная ладья · h6 чёрный конь · b5 чёрная пешка · b4 чёрная пешка · d4 чёрный король · e4 белая пешка · f4 чёрный слон · h4 белая ладья · b3 белая пешка · d3 белый конь · e3 чёрная пешка · h3 белый ферзь · c2 белый король · f2 чёрная пешка · h2 белый слон | b8 чёрный конь · d8 белый конь · e8 белая ладья · h7 белый слон · d6 белая пешка · g6 чёрная ладья · h6 чёрный конь · b5 чёрная пешка · b4 чёрная пешка · d4 чёрный король · e4 белая пешка · f4 чёрный слон · h4 белая ладья · b3 белая пешка · d3 белый конь · e3 чёрная пешка · h3 белый ферзь · c2 белый король · f2 чёрная пешка · h2 белый слон | b8 чёрный конь · d8 белый конь · e8 белая ладья · h7 белый слон · d6 белая пешка · g6 чёрная ладья · h6 чёрный конь · b5 чёрная пешка · b4 чёрная пешка · d4 чёрный король · e4 белая пешка · f4 чёрный слон · h4 белая ладья · b3 белая пешка · d3 белый конь · e3 чёрная пешка · h3 белый ферзь · c2 белый король · f2 чёрная пешка · h2 белый слон | b8 чёрный конь · d8 белый конь · e8 белая ладья · h7 белый слон · d6 белая пешка · g6 чёрная ладья · h6 чёрный конь · b5 чёрная пешка · b4 чёрная пешка · d4 чёрный король · e4 белая пешка · f4 чёрный слон · h4 белая ладья · b3 белая пешка · d3 белый конь · e3 чёрная пешка · h3 белый ферзь · c2 белый король · f2 чёрная пешка · h2 белый слон | b8 чёрный конь · d8 белый конь · e8 белая ладья · h7 белый слон · d6 белая пешка · g6 чёрная ладья · h6 чёрный конь · b5 чёрная пешка · b4 чёрная пешка · d4 чёрный король · e4 белая пешка · f4 чёрный слон · h4 белая ладья · b3 белая пешка · d3 белый конь · e3 чёрная пешка · h3 белый ферзь · c2 белый король · f2 чёрная пешка · h2 белый слон | 2 |
| 1 | b8 чёрный конь · d8 белый конь · e8 белая ладья · h7 белый слон · d6 белая пешка · g6 чёрная ладья · h6 чёрный конь · b5 чёрная пешка · b4 чёрная пешка · d4 чёрный король · e4 белая пешка · f4 чёрный слон · h4 белая ладья · b3 белая пешка · d3 белый конь · e3 чёрная пешка · h3 белый ферзь · c2 белый король · f2 чёрная пешка · h2 белый слон | b8 чёрный конь · d8 белый конь · e8 белая ладья · h7 белый слон · d6 белая пешка · g6 чёрная ладья · h6 чёрный конь · b5 чёрная пешка · b4 чёрная пешка · d4 чёрный король · e4 белая пешка · f4 чёрный слон · h4 белая ладья · b3 белая пешка · d3 белый конь · e3 чёрная пешка · h3 белый ферзь · c2 белый король · f2 чёрная пешка · h2 белый слон | b8 чёрный конь · d8 белый конь · e8 белая ладья · h7 белый слон · d6 белая пешка · g6 чёрная ладья · h6 чёрный конь · b5 чёрная пешка · b4 чёрная пешка · d4 чёрный король · e4 белая пешка · f4 чёрный слон · h4 белая ладья · b3 белая пешка · d3 белый конь · e3 чёрная пешка · h3 белый ферзь · c2 белый король · f2 чёрная пешка · h2 белый слон | b8 чёрный конь · d8 белый конь · e8 белая ладья · h7 белый слон · d6 белая пешка · g6 чёрная ладья · h6 чёрный конь · b5 чёрная пешка · b4 чёрная пешка · d4 чёрный король · e4 белая пешка · f4 чёрный слон · h4 белая ладья · b3 белая пешка · d3 белый конь · e3 чёрная пешка · h3 белый ферзь · c2 белый король · f2 чёрная пешка · h2 белый слон | b8 чёрный конь · d8 белый конь · e8 белая ладья · h7 белый слон · d6 белая пешка · g6 чёрная ладья · h6 чёрный конь · b5 чёрная пешка · b4 чёрная пешка · d4 чёрный король · e4 белая пешка · f4 чёрный слон · h4 белая ладья · b3 белая пешка · d3 белый конь · e3 чёрная пешка · h3 белый ферзь · c2 белый король · f2 чёрная пешка · h2 белый слон | b8 чёрный конь · d8 белый конь · e8 белая ладья · h7 белый слон · d6 белая пешка · g6 чёрная ладья · h6 чёрный конь · b5 чёрная пешка · b4 чёрная пешка · d4 чёрный король · e4 белая пешка · f4 чёрный слон · h4 белая ладья · b3 белая пешка · d3 белый конь · e3 чёрная пешка · h3 белый ферзь · c2 белый король · f2 чёрная пешка · h2 белый слон | b8 чёрный конь · d8 белый конь · e8 белая ладья · h7 белый слон · d6 белая пешка · g6 чёрная ладья · h6 чёрный конь · b5 чёрная пешка · b4 чёрная пешка · d4 чёрный король · e4 белая пешка · f4 чёрный слон · h4 белая ладья · b3 белая пешка · d3 белый конь · e3 чёрная пешка · h3 белый ферзь · c2 белый король · f2 чёрная пешка · h2 белый слон | b8 чёрный конь · d8 белый конь · e8 белая ладья · h7 белый слон · d6 белая пешка · g6 чёрная ладья · h6 чёрный конь · b5 чёрная пешка · b4 чёрная пешка · d4 чёрный король · e4 белая пешка · f4 чёрный слон · h4 белая ладья · b3 белая пешка · d3 белый конь · e3 чёрная пешка · h3 белый ферзь · c2 белый король · f2 чёрная пешка · h2 белый слон | 1 |
|   | a | b | c | d | e | f | g | h |   |

Решение 1. Фd7 с угрозой 2.Фa7#. В защитах чёрные самосвязываются: 1. … Л:d6 2. Кe6#; 1. … С:d6 2. Сe5#.